# مراسم تنفیذ و تحلیف دهمین دوره ریاست‌جمهوری در ایران
مراسم تنفیذ حکم ریاست‌جمهوری محمود احمدی‌نژاد با حدود ۲ ساعت تأخیر و با غیبت برخی از مسئولان فعلی و پیشین نظام جمهوری اسلامی برگزار شد. این مراسم بدون پوشش مستقیم از سوی رسانه ملی ایران برگزار شد.

## تدابیر امنیتی
با توجه به اهمیت این مراسم، تدابیر امنیتی ویژه‌ای در زمان برگزاری این مراسم در نظر گرفته شد.
در اطراف خیابان جمهوری اسلامی و تمامی خیابان‌های منتهی به محل مراسم تنفیذ، نیروهای انتظامی و امنیتی از صبح زود حضور چشم‌گیر داشتند.
پیش از مراسم تحلیف تمامی خیابان‌های منتهی به بهارستان بسته شد و بیش از پنج هزار نفر از نیروهای نظامی و امنیتی در این خیابان‌ها حضور پیدا کردند. همچنین ایستگاه متروی بهارستان نیز به خاطر برگزاری این مراسم تعطیل موقت شد. محمود احمدی‌نژاد نیز با بالگرد وارد محوطه مجلس شد.
با آغاز مراسم تحلیف در مجلس، تجمعات پراکنده‌ای در اطراف بهارستان و ساختمان مجلس برگزار شد که با درگیری‌های پراکنده و در مواردی برخورد با معترضان ادامه یافت و چندین بار از گاز اشک‌آور استفاده شد. همه مغازه‌های بهارستان و خیابان اطراف توسط نیروهای امنیتی تعطیل شدند و شماری از معترضان دستگیر شدند.

## غایبین
بسیاری از سفرای خارجی دعوت‌شده یا حاضر نشدند یا مسئولان رده‌پایین سفارت چون دبیر سوم را به مراسم تحلیف فرستادند. ولی سفرای بریتانیا و سوئد (رئیس دوره‌ای اتحادیه اروپا) در این مراسم شرکت داشتند. علی‌رغم اعلام علی لاریجانی مبنی بر حضور ورزشکاران و هنرمندان، چهرهٔ خاصی از این قشر دیده نشد. اکثریت نمایندگان عضو فراکسیون خط امام مجلس از غایبان جلسه بودند.
اکبر هاشمی رفسنجانی، رئیس مجمع تشخیص مصلحت نظام و رئیس مجلس خبرگان رهبری همانند مراسم تنفیذ مهم‌ترین غایب جلسه بود. از هیئت رئیسه مجلس خبرگان تنها هاشمی شاهرودی به‌عنوان رئیس قوه قضائیه در مراسم تحلیف احمدی‌نژاد شرکت کرد. از مجلس خبرگان رهبری تقریباً تنها ۶ نفر حضور داشتند. علی‌اکبر ناطق نوری، محسن رضایی، امیدوار رضایی و محمدباقر قالیباف از دیگر غایبان این مراسم بودند.
سرشناس‌ترین غایبان این مراسم عبارتند از:
- اکبر هاشمی رفسنجانی، رئیس مجمع تشخیص مصلحت نظام و رئیس مجلس خبرگان رهبری
- سید محمد خاتمی، رئیس‌جمهور سابق ایران
- علی اکبر ناطق نوری، رئیس دفتر بازرسی رهبر ایران
- میرحسین موسوی، نخست‌وزیر سابق ایران
- مهدی کروبی، رئیس اسبق مجلس شورای اسلامی[۲]
- محسن رضایی، دبیر مجمع تشخیص مصلحت نظام
- محمدباقر قالیباف، شهردار تهران
- حسن خمینی، نوهٔ سید روح‌الله خمینی و تولیت حرم امام خمینی
- حسن روحانی، عضو مجلس خبرگان رهبری و نمایندهٔ رهبری در شورای‌عالی امنیت ملی
- رضا استادی، عضو مجلس خبرگان رهبری
- سید علی‌محمد دستغیب، عضو مجلس خبرگان رهبری
- علی رازینی، عضو مجلس خبرگان رهبری